# The Tornados
The Tornados waren eine britische Instrumental-Rock-Band der 1960er Jahre. Die Bandgeschichte begann 1961 mit der Gründung durch den britischen Musikproduzenten Joe Meek und war nach dessen Tod 1967 grundsätzlich beendet.
Es kam in den 1970er Jahren zu kurzen Re-Formationen der Band (auch unter verändertem Namen The New Tornados) und 2007 zu einem neuen Album (Science Fiction), an dem aber nur noch Clem Cattini als Originalbandleader beteiligt war.

## Geschichte

### Namenlos
Auf der Suche nach einer Begleitband für seine zahlreichen Vertragskünstler suchte der Produzent Joe Meek 1961 per Annonce nach fünf Musikern. Unter anderem meldeten sich Clem Cattini und Alan Caddy, die schon bei Johnny Kidd & the Pirates gespielt hatten, sowie der Deutsche Heinz Burt.
Im Februar 1962 entließ Larry Parnes Billy Furys Begleitgruppe die Blue Flames, ohne dass zunächst eine andere Band bereitstand. Joe Meek bot nun seine Hilfe an, in der Hoffnung, nicht nur zusätzliche Bekanntheit für einige seiner Künstler zu erlangen, sondern auch Billy Fury in sein Studio zu locken. Er erzählte Freunden, dass er hoffte, Parnes dabei zu helfen, ein Team aufzubauen, das dem von Cliff Richard und den The Shadows ähnelte, und er glaubte, dass er der Mann sei, der Billys Nummer-1-Hit liefern würde. Plan war zunächst Billy Fury mit John Leyton, Eden Kane, Karl Denver zusammen mit der Meek-Band Peter Jay and the Jaywalkers auf Tour zu schicken.
Es wurden dann die neue Hausband von Joe Meek, die noch keinen Namen hatte und in den Meeks Studios in der 304 Holloway Road in Nord-London geprobt hatte. Nach einem Monat beschloss Meek, dass sie ihre erste Platte aufnehmen sollten, die ihren Anspruch als Herausforderer von The Shadows untermauern würde. Als Hommage an Billy Fury schrieb Joe „Love And Fury“ und benannte die Begleitgruppe nach einer Zeile auf einer B-Seite einer Single von John Leyton „The Tornados“. Im Promotion-Kurzfilm The Johnny Leyton Touch wirkte die Band mit und ist in der letzten Reihe zu sehen, hinter dem Charles Blackwell Orchestra.
Diese erste Aufstellung der Band (1. September 1961 - Februar 1962) bestand aus George Bellamy, Heinz Burt, Alan Caddy und Clem Cattini; Norman Hale war lediglich als Keyboarder für „Love And Fury“ engagiert worden und ging nicht mit auf Tour. Ab 2. Februar 1962 wurde die Gruppe durch den Keyboarder Roger LaVern ergänzt. (Diese Formation sollte bis Januar 1963 bestehen.)

### Telstar / Telestar
Zwar war der ersten Single Love and Fury noch kein Erfolg beschieden, aber mit der zweiten Single gelang ihm ein Geniestreich. Benannt nach dem US-amerikanischen Kommunikationssatelliten Telstar wurde ihr zweites Instrumentalstück ein Ohrwurm und Millionenseller. Nicht nur in Großbritannien wurde es ein Nummer-eins-Hit, in den USA waren die Tornados die erste britische Band, die dort die Charts in der Zeit vor der Beatlemania anführten.
Die LP The Tornadoes* – The Original Telstar - The Sounds Of The Tornadoes von 1962 erschien nur in den USA, Neuseeland und Australien und trägt bis heute zur Namensverwirrung mit den The Tornadoes aus den USA bei.
Auch in Deutschland kamen sie mit dem Titel Telestar bis auf Platz 6 und bekamen für 500.000 verkaufte Platten eine Goldene Schallplatte von ihrem Musiklabel.

### Begleitband
Als Begleitband waren die Tornados mit Billy Fury von Januar bis August 1963 unterwegs. Ironischerweise hatten die Tornados  mit Telestar nun einen Nummer-1-Hit und spielten für Billy Fury der noch nie eine derartige Platzierung erreicht hatte. Um Telestar zu spielen, wurde ihnen nur ein einziger Solo-Spot von drei Minuten während der Tour eingeräumt.
Burt verließ die Gruppe im Januar 1963 und startete eine Solokarriere als Sänger, aber mit recht mäßigem Erfolg. Sein einzig weitgehend bekannter Titel blieb Just like Eddie. Außerdem sollte Burt im Krimifilm Farewell Performance mitspielen, für den Meek die Musik beisteuerte (The Ice Cream Man) und deshalb einen neuen Bassspieler brauchte. Er wurde zunächst durch Tab Martin ersetzt. Mit dieser Formation wurde des Weiteren im März 1963 die Single Robot / Life on Venus, im April 1963 das Stück All the Stars in the Sky für das Soundtrackalbum Just for fun (Decca LK 4524) und die LP Away from it all veröffentlicht.
Auch bei den Tornados ebbte der Erfolg eigener Veröffentlichungen ab; war die Single Globetrotter 1962 noch ein Top-5-Hit in England, so waren die beiden Singles 1963 (Robo, The Ice Cream Man) nur noch unter den Top 20. Danach wurde Tab durch Brian Gregg ersetzt. Die Tornados blieben weiterhin in erster Linie eine Begleitband, und die Mitglieder wechselten so schnell, dass bald kein Musiker aus der Ursprungsformation mehr übrig war:  Ab August 1963 bis Januar 1964 bestand die Band aus Brian Irwin,  Alan Caddy, Clem Cattini, Jimmy O’Brien und Ray Randall. Danach bis Februar 1965 wurde Alan Caddy durch Stuart Taylor ersetzt, der wiederum ab Juli 1965 von Dave Cameron. Gleichzeitig wurde Clem Cattini durch Peter Adams ersetzt und der Saxophonist Roger Warwick trat hinzu. Diese Formation hatte bis Juli 1965 bestand, dann wurde Roger Warwick durch den Keyboarder Dave Watts ersetzt.
Der Tod von Joe Meek im Jahr 1967 wird heute von vielen als Ende der Tornados gesehen. Allerdings gab 1968 noch ein Engagement in Israel im Nachtclub Mandys von Mandy Rice-Davies. Die Band blieb zehn Wochen, wobei Dave Watts und Robb Huxley in Israel blieben, um für die Lions of Judea  bzw. bei den Churchills zu spielen.

## Nachlass
- Als Clem Cattini 1965 die Band verließ, wurde er ein erfolgreicher Studiomusiker und war auch in der Begleitband von Cliff Richard tätig.
- Als Begleitband für Marty Wilde, Billy Fury und andere reformierten sich die Tornados Anfang der 1970er Jahre für ein Jahr unter dem Namen The New Tornados.[4]
- 1975 veröffentlichten Clem Cattini, Roger LaVern, Heinz Burt and George Bellamy eine Neue Version von Telstar. Ihrer Neuaufnahme wurde aber kaum Beachtung geschenkt.[6]
- 1991 fand zu Ehren von Joe Meek ein Konzert der originären Mitglieder in Lewisham statt; es war der letzte Live-Auftritt von Alan Caddy.[7]
- 1996 veröffentlichten Ray Randall mit Hilfe von Bryan Irwin und Stuart Taylor unter dem Namen Ray Randall's Tornados eine CD mit drei Stücken als Tribut anlässlich des dreißigsten Todestags von Joe Meek.
- Am  7. April 2000 starb Heinz Burt. Seine Heimatstadt Eastleigh benannte eine Straße nach ihm („Heinz Burt Close“).
- Am 16. August 2000 starb Alan Caddy.[7]
- 2007 erschien das Album Science Fiction mit Clem Cattini am Schlagzeug und neuen Musikern.
- Am 15. Juni 2013 starb Keyboarder Roger LaVern.

## Trivia
- 1961 hatten die Niederländer George Kooymans und Rinus Gerritsen, damals 13 und 15 Jahre alt, eine Band gleichen Namens gegründet. Angesichts des Erfolgs der englischen Gruppe änderte sie ihren Namen im September 1962 in Golden Earrings.
- Als Heinz Burt 1963 seine Solokarriere (Heinz and the Wild Boys) startete, spielte in seiner Begleitband neben  Chas Hodges, Mike Berry und Mick Underwood auch Ritchie Blackmore, Gründungsmitglied von Deep Purple.
- Es existiert ein Scopitone-Film für Telstar und ein weiterer für ihren Chart-Hit Robot, in welchem Mitglieder der Gruppe mit ihren Gitarren durch einen Wald laufen, mit verschiedenen jungen Frauen flirten und schließlich von Polizisten verhaftet werden, nachdem sie ein Lagerfeuer entzündet hatten.
- Eine Zeitlang galten die Tornados als ernsthafte Rivalen der Band The Shadows[4], die sich 1958 unter dem Namen The Drifters als Begleitband für Cliff Richard gegründet hatten.
- Tornados-Gitarrist George Bellamy ist der Vater von Matthew Bellamy, Sänger und Gitarrist der englischen Rockband Muse.

## Diskografie

### Alben
- 1962: The Original Telstar - The Sounds Of The Tornadoes, London Records, nur in den USA, Neuseeland und Australien erscheinen, trägt bis heute zur Namensverwirrung mit The Tornadoes bei.[3], Neben Bellamy, Burt, Caddy, Cattini und La Vern, wird Harry Farmlett als Sänger ausgewiesen.
- 1963: Away from It All, Decca
- 2007: Sience Fiction, Secret Records

### EPs
- 1962: The Sounds of the Tornados
- 1962: Telstar
- 1962: More Sounds from the Tornados
- 1963: Tornado Rock

### Singles
| Jahr | Titel Album       | Höchstplatzierung, Gesamtwochen, AuszeichnungChartplatzierungen (Jahr, Titel, Album, Platzierungen, Wochen, Auszeichnungen, Anmerkungen) | Höchstplatzierung, Gesamtwochen, AuszeichnungChartplatzierungen (Jahr, Titel, Album, Platzierungen, Wochen, Auszeichnungen, Anmerkungen) | Anmerkungen         |
| Jahr | Titel Album       | DE | UK | Anmerkungen         |
| ---- | ----------------- | --- | --- | ------------------- |
| 1962 | Telstar           | DE6 Gold · (20 Wo.)DE | UK1 (25 Wo.)UK | Verkäufe: + 500.000 |
| 1963 | Globetrotter      | — | UK5 (11 Wo.)UK |                     |
| 1963 | Robot             | — | UK17 (12 Wo.)UK |                     |
| 1963 | The Ice Cream Man | — | UK18 (9 Wo.)UK |                     |
| 1963 | Dragonfly         | — | UK41 (2 Wo.)UK |                     |

Weitere Singles
- 1962: Love and Fury
- 1964: Joystick
- 1964: Monte Carlo
- 1964: Exodus
- 1965: Granada
- 1965: Early Bird
- 1965: Stingray
- 1966: Pop-Art Goes Mozart
- 1966: Is That a Ship I Hear
- 1975: Telstar 75
- 1989: Telstar (Galactic Mix)

### Live / Kompilationen
- 1972: Yesterday's Pop Scene
- 1972: The World of the Tornados, Decca
- 1974: Remembering
- 1991: 1961 - 1991 Live In Concert, Kassette und Album
- 2002: Ridin' The Wind - The Anthology, Doppel-CD
- 2023: Love And Fury (The Holloway Road Sessions 1962-1966), 5xCD-Box, Cherry Red, TCTBX8

### Als Begleitband
- 1962: The Tornados / Kathy Kirby – Love And Fury, Decca
- 1963: Billy Fury And The Tornados – We Want Billy!